# 29431 Сідзімі
29431 Сідзімі (29431 Shijimi) — астероїд головного поясу, відкритий 12 квітня 1997 року.
Тіссеранів параметр щодо Юпітера — 3,611.
Названо на честь Сідзімі (яп. しじみ(蜆) сідзімі).